# Eugène de Block
Pour les articles homonymes, voir De Block.
Eugène de Block, né le 14 mai 1812 à Grammont et mort le 23 janvier 1893 à Anvers, est un peintre et un graveur belge, connu pour ses portraits et ses scènes de genre.
Après des études à l'Académie royale des beaux-arts de Gand, Eugène de Block parfait sa formation à l'Académie royale des beaux-arts d'Anvers. Il expose à au moins 27 reprises aux salons triennaux belges et obtient une médaille d'or au Salon de Bruxelles de 1842. Il est présent à dix expositions des maîtres vivants aux Pays-Bas, de même qu'à trois Salons de Paris et à l'Exposition universelle de 1855.
Ses œuvres sont conservées dans les musées nationaux belges, aux Pays-Bas, à Londres et à Saint-Pétersbourg.  En 1868, il expose au Salon de Gand les portraits, d'après nature, des révolutionnaires italiens Giuseppe Garibaldi et Giuseppe Mazzini.

## Biographie

### Famille
Eugène François de Block (connu sous le prénom d'Eugène, selon la signature de ses œuvres et des actes officiels), né à Grammont le 14 mai 1812, est le fils de Joseph de Block (1788-1864), tailleur d'habits, et de Marie Anne Rijnvaen (1788-1866), boutiquière, mariés à Grammont en 1811.
Eugène de Block épouse en premières noces à Anvers le 17 juin 1841 Isabelle Van Boghout, native d'Anvers en 1809. Veuf en 1850, il épouse en secondes noces, le 21 août 1852, Stéphanie Dielmans (1826-1908), dont il a au moins quatre enfants et qu'il représente fréquemment par le dessin.

### Formation
Eugène de Block est élève à l'école de dessin de Grammont. Il parfait ensuite sa formation à Gand dans l'atelier du peintre néo-classique Pierre Van Huffel. Au concours de peinture d'histoire organisé par l'Académie royale des beaux-arts de Gand en 1828, il obtient le premier prix en première classe d'après la bosse. Lors du concours de 1832, de la même académie, Eugène de Block obtient le premier prix en dessin d'après le modèle vivant. Il étudie ensuite à l'Académie royale des beaux-arts d'Anvers, sous la direction de Ferdinand de Braekeleer,.

### Carrière

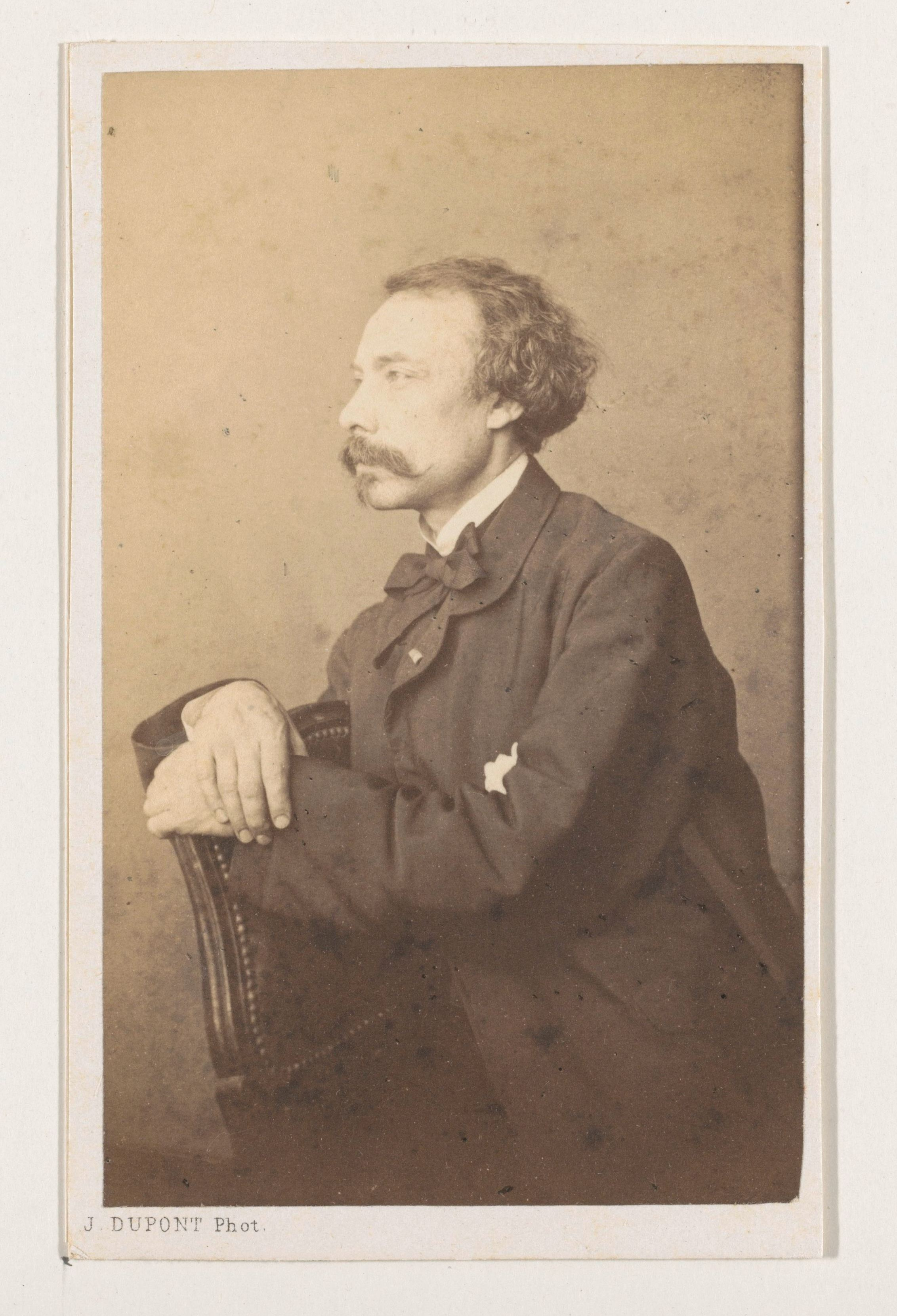
Eugène de Block photographié par Joseph Dupont en 1861.

La carrière d'Eugène de Block couvre plus d'un demi-siècle. De 1829 à 1876, il expose à au moins 27 reprises aux salons triennaux belges. Sa première participation a lieu au Salon de Gand de 1829, où il envoie Une marchande de cerises et Portrait de M.***, il est alors désigné comme élève de Jean Baptiste Louis Maes Canini. Il reçoit une médaille de bronze au Salon de Bruxelles de 1836 pour Une fête aux environs d'Anvers. Au Salon de Bruxelles de 1842, Eugène de Block expose trois œuvres : Le Vieux braconnier, Une ferme flamande et Ce qu'une mère peut souffrir et obtient une médaille d'or.
Il participe à dix expositions des maîtres vivants aux Pays-Bas, entre 1840 et 1871, de même qu'à trois Salons de Paris, où en 1842, il obtient une médaille de troisième classe en peinture de genre. Il est également présent à l'Exposition universelle de 1855. La même année, Edouard De Latour réalise son portrait exposé au Salon de Paris.
En 1867, à la demande du tailleur Jean Nicolas Colard, fouriériste et chef de file la Libre-pensée à Bruxelles, Eugène de Block quitte son registre pictural et se rend à Caprera et à Londres afin de réaliser les portraits des révolutionnaires italiens Giuseppe Garibaldi et de Giuseppe Mazzini et les exposer, au même titre que des portraits de notables, au Salon de Gand de 1868.
Eugène de Block meurt, à l'âge de 80 ans, rue Brederode, no 159, dans sa demeure à Anvers, le 23 janvier 1893.

## Œuvre

### Galerie

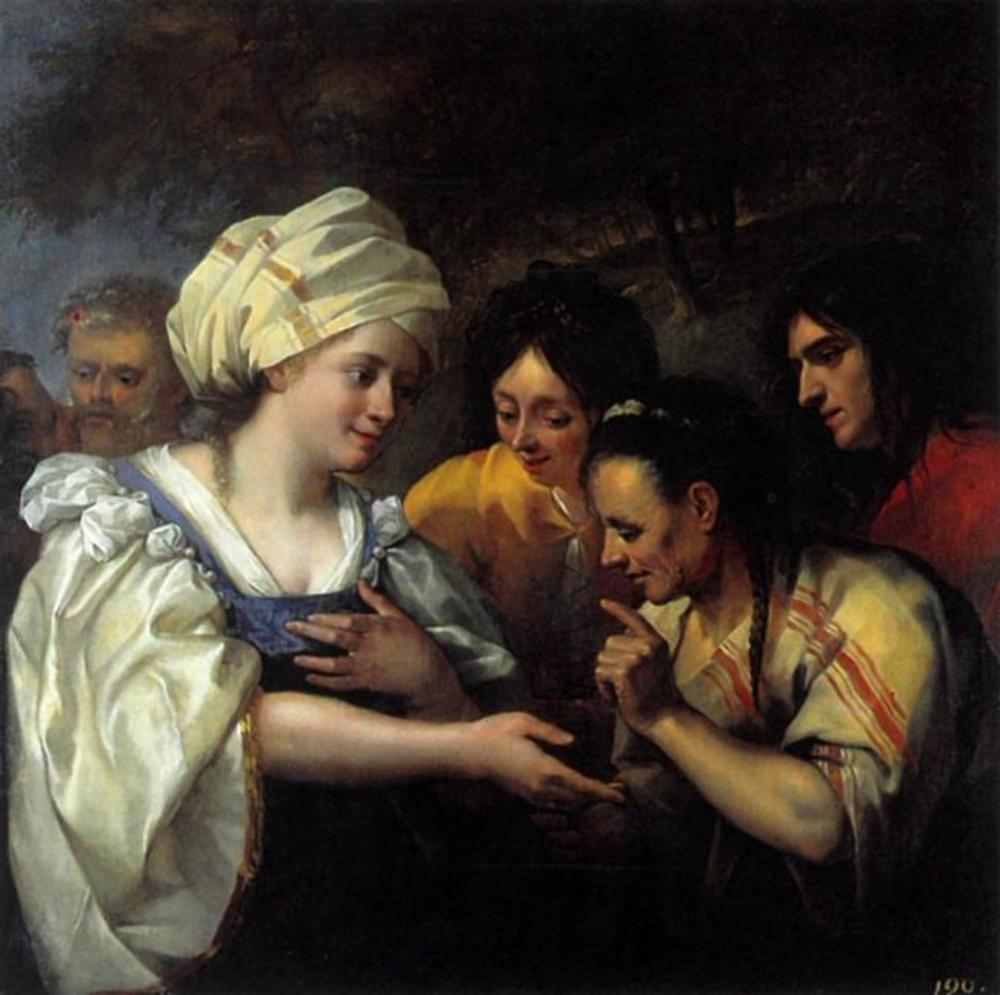
La Diseuse de bonne aventure (1835), Musée des Beaux-Arts de Gand.
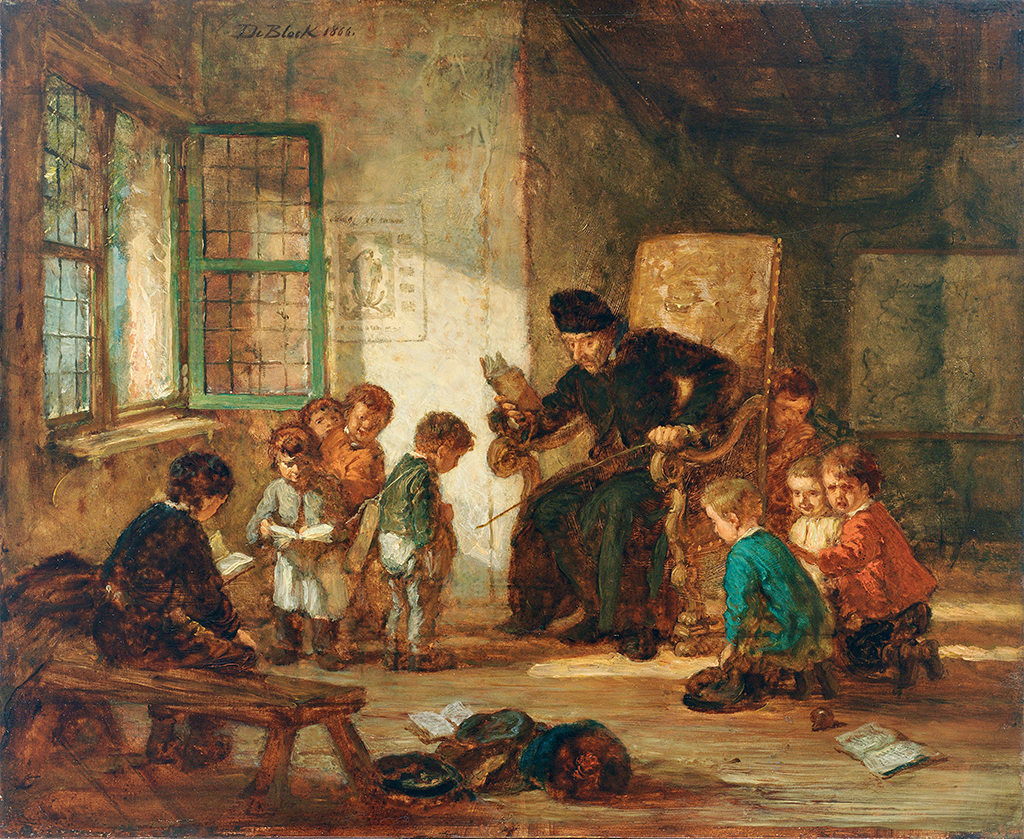
Professeur et écoliers (1866).
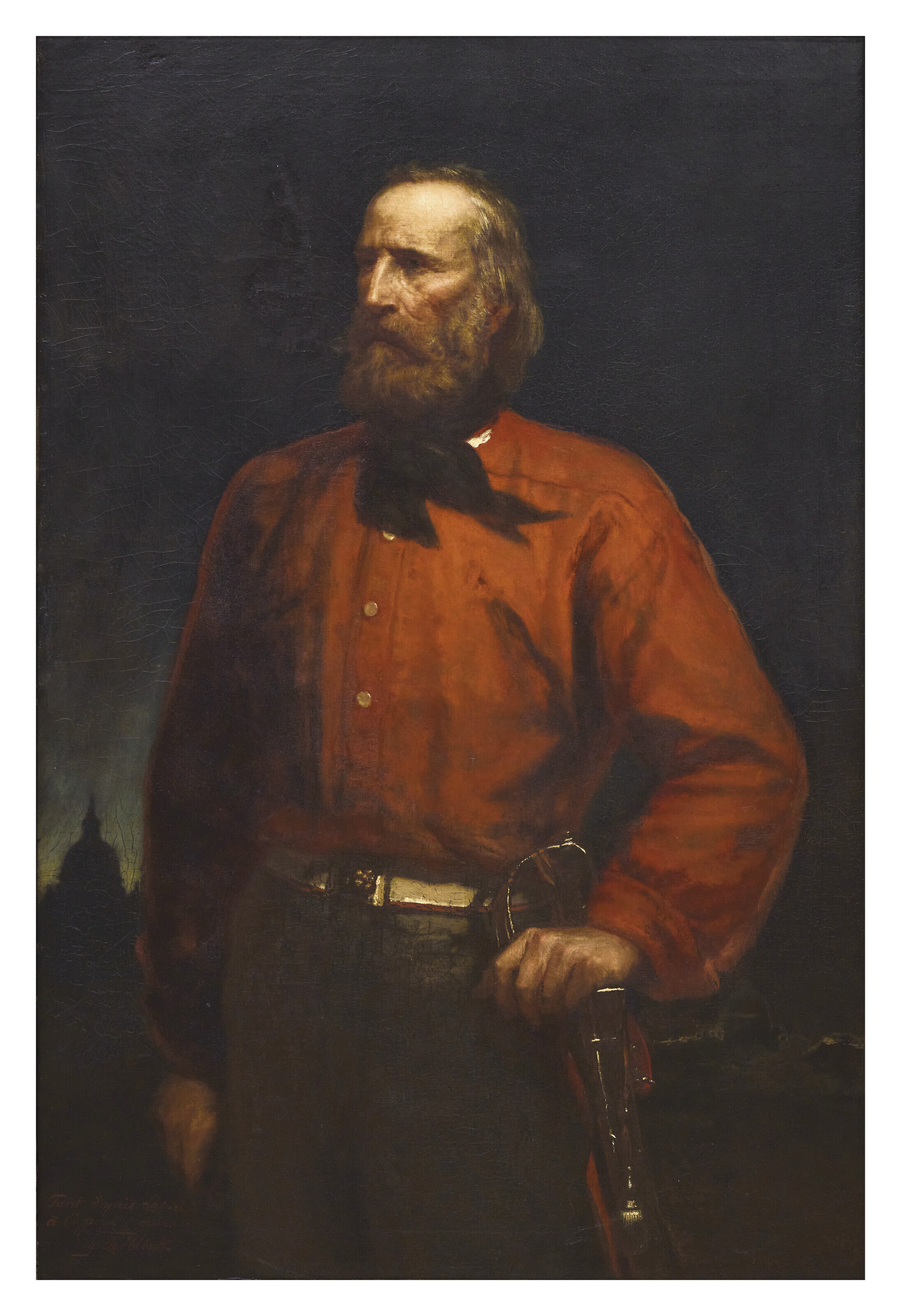
Portrait de Giuseppe Garibaldi, Londres (1868).
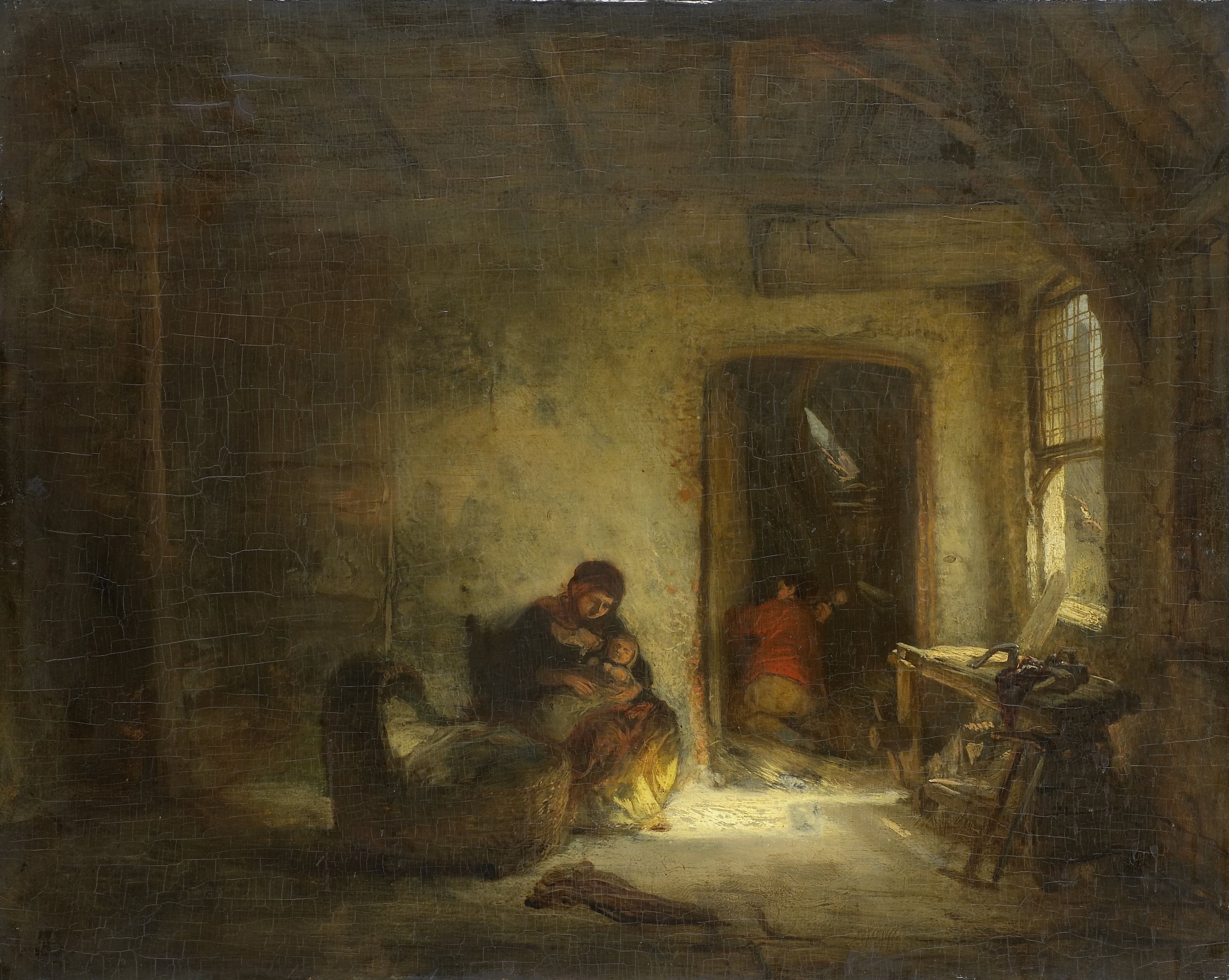
La Chambre ensoleillée, au Rijksmuseum Amsterdam.
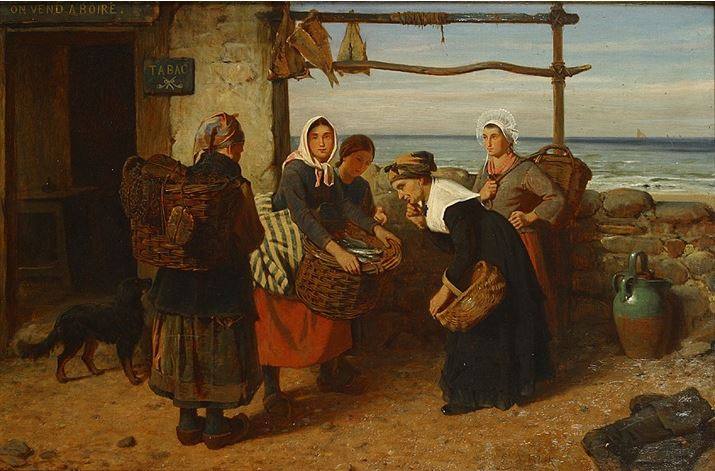
Poissonnières (s.d.).
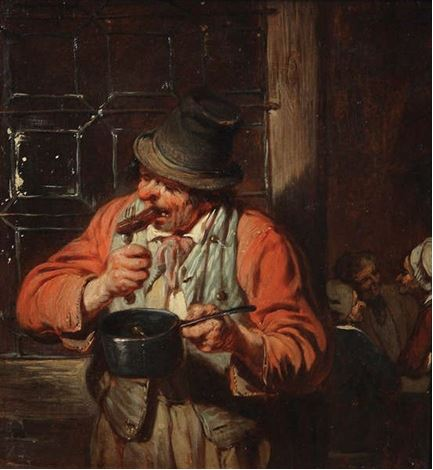
Le Mangeur de saucisses (s.d.).
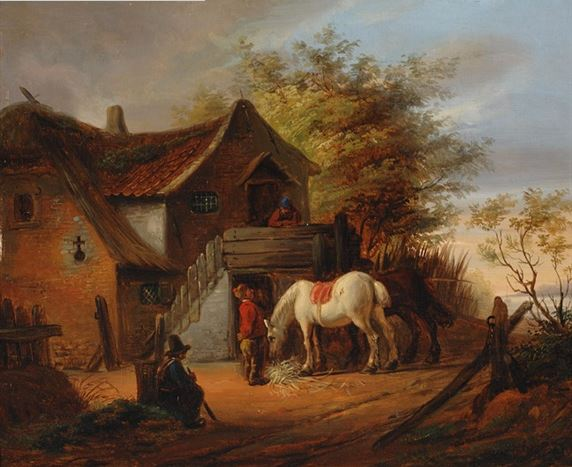
Cheval blanc près d'une ferme (s.d.).

### Réception critique
Pour le critique Henri Trianon, écrivant en 1847 une appréciation de l'état de la peinture en Belgique, Eugène de Block appartient à la tradition d'Adriaen van Ostade, peintre hollandais du XVIIe siècle. En qualité d'un des plus brillants élèves de Ferdinand de Braekeleer, M. de Block semble vouloir se relever de l'espèce de décadence où était tombée la couleur. Un instant ébloui par la faveur éclatante qui avait accueilli les premiers travaux de Henri Leys, et brusquement utilisé les tons de ce dernier. Au Salon de Paris de 1842, il avait envoyé Ce qu'une mère peut souffrir, où le sentiment le plus profond respirait, mais il fallait d'abord pour l'admirer vaincre l'impression répulsive que produisait le ton plombé de la lumière. Il rentre aujourd'hui dans sa route première.
Louis Alvin remarque, lorsqu'il expose au Salon de Bruxelles de 1836 une Kermesse aux environs d'Anvers, qu'Eugène de Block a très vite pris son rang auprès des peintres belges. Cet artiste tout jeune encore marche avec une étonnante fermeté sur les traces de Teniers et celles de Watteau. Sa composition est dessinée avec facilité. Il règne dans tout le tableau une flatteuse harmonie de couleurs, la touche est légère, toutes les expressions sont fines et pleines de vérité.
Au Salon des beaux-arts de la ville de Bruges, Eugène de Block expose L'Amour villageois. Le critique de L'Indépendance belge juge cette favorablement cette toile qui confirme la bonne opinion qu'il a de cet artiste qui marche dans la voie des vieux maîtres flamands, sans leur vouer un culte servile. Sa composition, outre son mérite se distingue par un effet de soleil couchant, dont la lumière tombe à plomb sur le groupe principal et le détache avec bonheur du reste du tableau, le seul de l'exposition à pouvoir être loué sans restriction. Chacune de ses œuvres porte le cachet de la perfection, comme sa Kermesse villageoise, toute de gaieté bacchique, exposée l'année précédente.
Lorsqu'Eugène de Block expose La Sortie de l'église au Salon de Bruxelles de 1860, le critique du Journal de la Belgique se montre sévère, estimant que l'artiste se laisse trop influencer par la dernière manière d'Henri Leys. M. de Block était si piquant coloriste, si bon flamand et si bien de son temps tout à la fois. Il avait si bien trouvé sa voie et en choisit une nouvelle en allant chercher l'inspiration au-delà du Rhin et du XVIe siècle.

### Élèves
Les catalogues des expositions triennales belges mentionnent, de 1842 à 1849, comme élèves d'Eugène de Block à Anvers : les belges Clovis Cantineau, Edmond De Schampheleer, Julien De Vriendt, Frans Delehaye, Henri Diddaert, Jean Grielens, Alexandre Louis Lion, François Melzer, S.L. Mommens, Ildephonse Stocquart, Paul Van der Vin, le bavarois Ludwig von Hagn et le néerlandais Abraham van der Waeyen Pieterszen (nl).

### Expositions

#### Salons triennaux belges
- Salon de Gand (XIV) de 1829 : Une marchande de cerises et Portrait de M.***[6].
- Salon de Gand (XV) de 1832 : Portrait en pied de M.*** et Portrait d'une dame, buste[3].
- Salon de Gand (XVI) de 1835 : La Diseuse de bonne aventure, premier prix du concours de peinture de genre, Autoportrait et Le Buveur heureux[16].
- Salon de Bruxelles de 1836 : Une fête aux environs d'Anvers, médaille de bronze[7],[17].
- Salon de Bruges de 1837 : L'Amour villageois[14].
- Salon de Gand (XVII) de 1838 : Le Retour de la kermesse aux environs d'Anvers, La faiseuses de gaufres et Le Joyeux flamand, le franc buveur[18].
- Salon de Bruxelles de 1839 : Le Braconnier, scène féodale[19].
- Salon d'Anvers de 1840 : Le Jeu de cartes[20].
- Salon de Bruxelles de 1842 : Le Vieux braconnier, Une ferme flamande et Ce qu'une mère peut souffrir, médaille d'or[8].
- Salon d'Anvers de 1843 : Bonheur maternel[21].
- Salon de Bruxelles de 1845 : La Prrière au bois, La Lettre interceptée et Fête communale[22].
- Salon d'Anvers de 1846 : Les Braconniers, Actualité. Débat au sujet de la loi sur la chasse à Bruxelles le 26 février 1846 et Kermesse aux environs d'Anvers. Effet du soir[23].
- Salon de Gand (XX) de 1847 : Faim et froid, Un vieux et Une vieille[24].
- Salon de Bruxelles de 1848 : Scène de famille[25].
- Salon de Bruxelles de 1851 : Portrait de M. Clemson, ancien chargé d'affaires des États-Unis à Bruxelles et Les Moissonneuses au repos[26].
- Salon de Bruxelles de 1854 : Une sortie d'école[27].
- Salon de Bruxelles de 1860 : La Sortie de l'église et La Lecture de la bible et deux portraits : Portrait du baron G. de H. et Portrait des enfants du baron G de H.[15].
- Salon d'Anvers de 1861 : J'ai eu soif et vous m'avez donné à boire, Ma voisine à Schaerbeek et La Lecture de la bible[28].
- Salon de Bruxelles de 1863 : Intérieur, Intérieur et Le Bénédicité[29].
- Salon de Bruxelles de 1866 : La Délaissée[30].
- Salon de Gand (XXVII) de 1868 : Portraits historiques des tribuns Mazzini et Garibaldi, faits d'après nature à Londres et à Caprera, La Fille du peuple et Abnégation familiale[11].
- Salon de Bruxelles de 1869[31].
- Salon d'Anvers de 1870 : Où allons-nous ? et Le Réveil de l'enfant[32].
- Salon de Bruxelles de 1872 : Retour de la pêche. Bords de l'Escaut[33].
- Salon d'Anvers de 1873 : Le Départ pour la pêche. Côtes de Blankenberghe et Le Philtre (kermesse d'Anderlecht-lez-Bruxelles[34].
- Salon de Bruxelles de 1875 : La Marchande de poulets, La Prise de tabac et L'Écheveau de laine[35].
- Salon d'Anvers de 1876 : Le Philtre (kermesse d'Anderlecht-lez-Bruxelles[36].

#### Expositions en France
- Salon de Paris de 1842 : Ce qu'une mère peut souffrir, Une kermesse flamande, Une ferme flamande, Intérieur d'une ferme flamande et Le Vieux braconnier, médaille de 3e classe en peinture de genre[37].
- Exposition universelle de 1855 : Sortie d'école[9].
- Salon de Paris de 1863 : Instruction maternelle, Une bonne mère de famille et Charité[38].
- Salon de Paris de 1870 : Où allons-nous ?[39].

#### Expositions aux Pays-Bas
- Exposition des maîtres vivants de 1840, Amsterdam : Une maison de campagne avec trois statues[40].
- Exposition des maîtres vivants de 1840, Rotterdam : La Marchande de gaufres[41].
- Exposition des maîtres vivants de 1843, La Haye : Une fête villageoise aux environs d'Anvers[42].
- Exposition des maîtres vivants de 1846, Amsterdam : Braconniers. Débat au sujet de la loi sur la chasse et Vue de la maison d'un braconnier[43].
- Exposition des maîtres vivants de 1846, Rotterdam : Paysans ivres[44].
- Exposition des maîtres vivants de 1847, La Haye : Emmanuella la femme espagnole[45].
- Exposition des maîtres vivants de 1857, La Haye : Le Retour de l'église et La Correspondance intime[46].
- Exposition des maîtres vivants de 1858, Amsterdam : L'Elixir d'amour[47].
- Exposition des maîtres vivants de 1859, La Haye : La Laitière d'Anderlecht, La Jeune mère et Les Diseuses de bonne aventure[48].
- Exposition des maîtres vivants de 1871, Amsterdam : Mère et enfant[49].

### Dessins

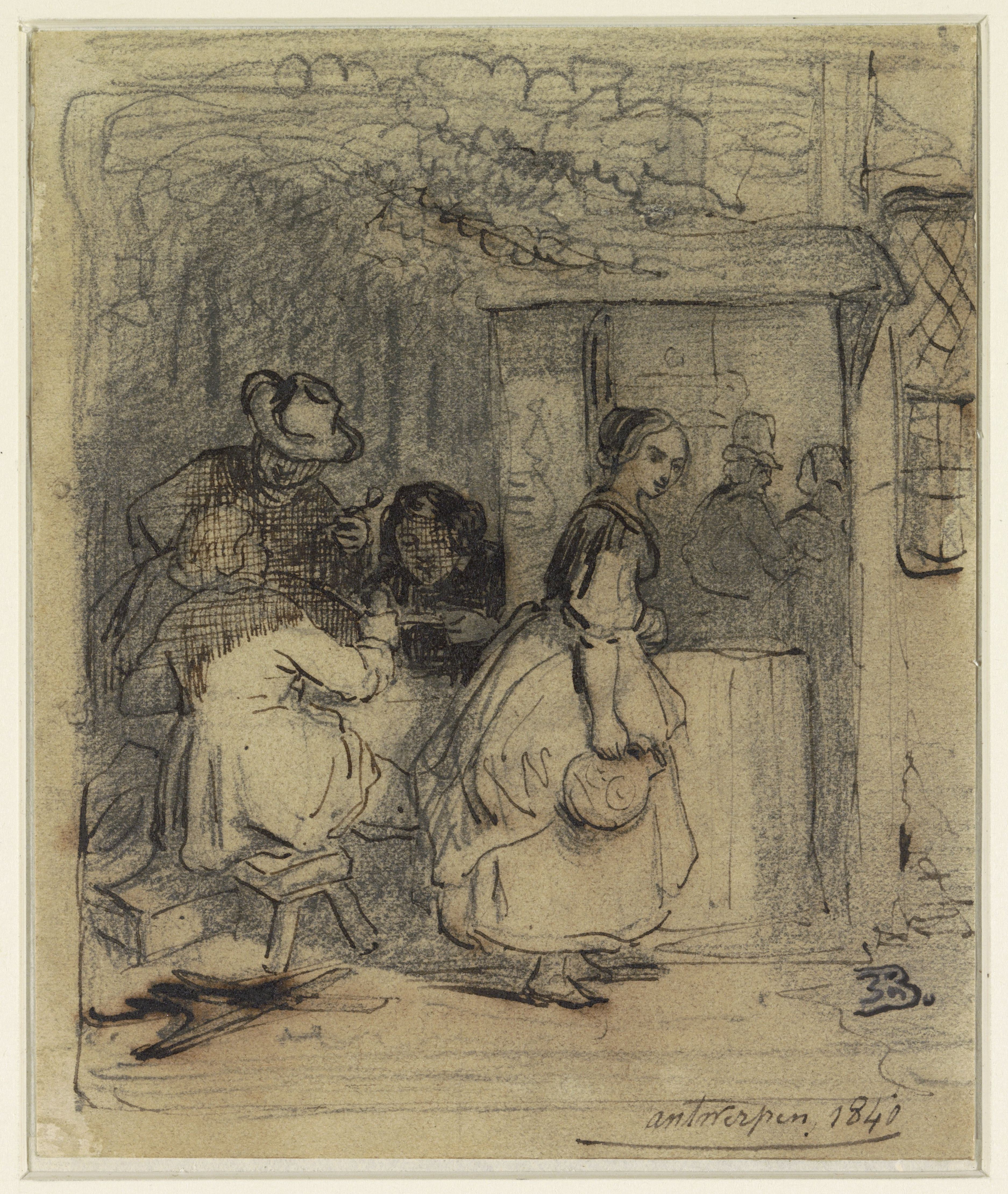
Visiteurs à la salle d'une auberge (1843), dessin.
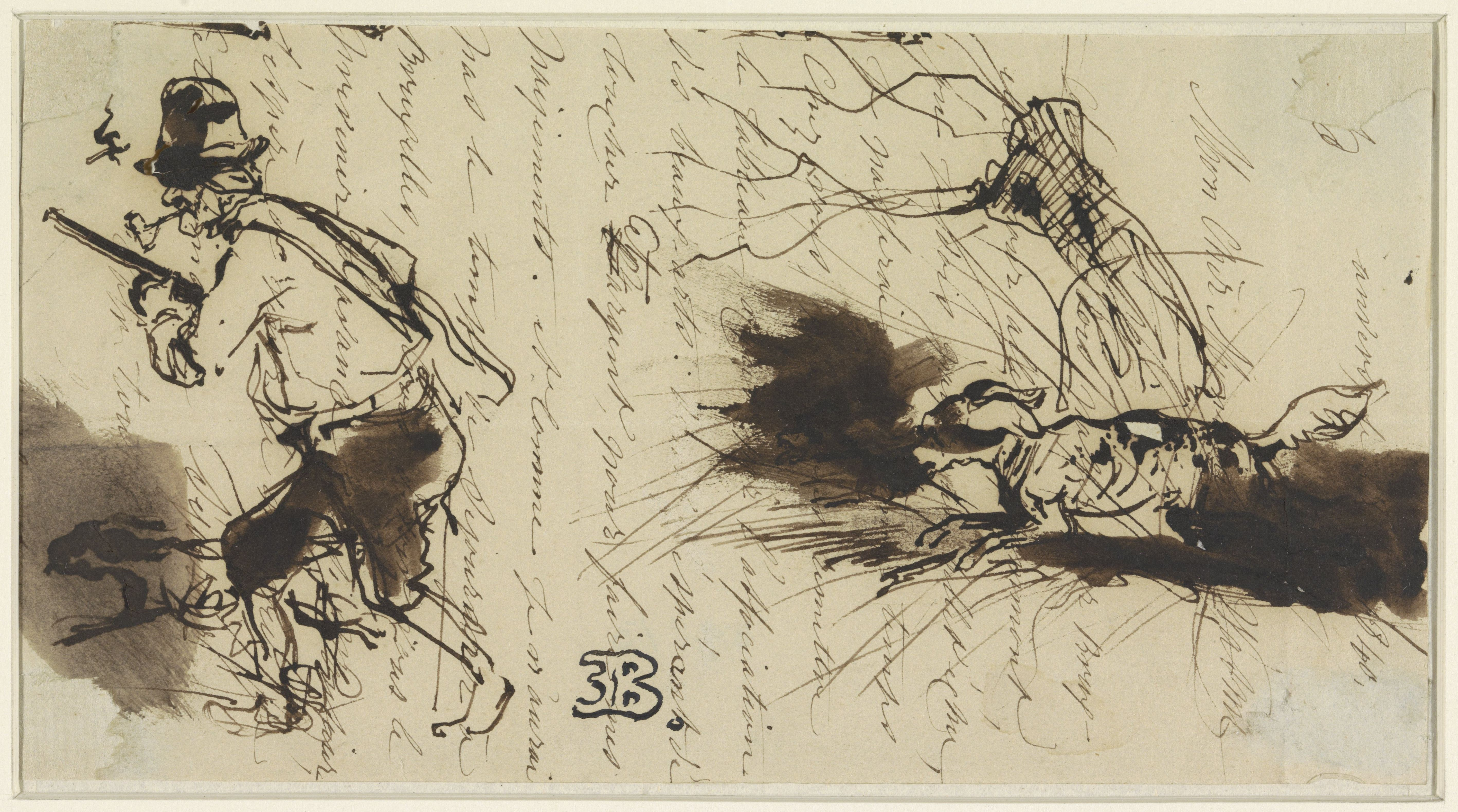
Chasseur avec chien (1840).
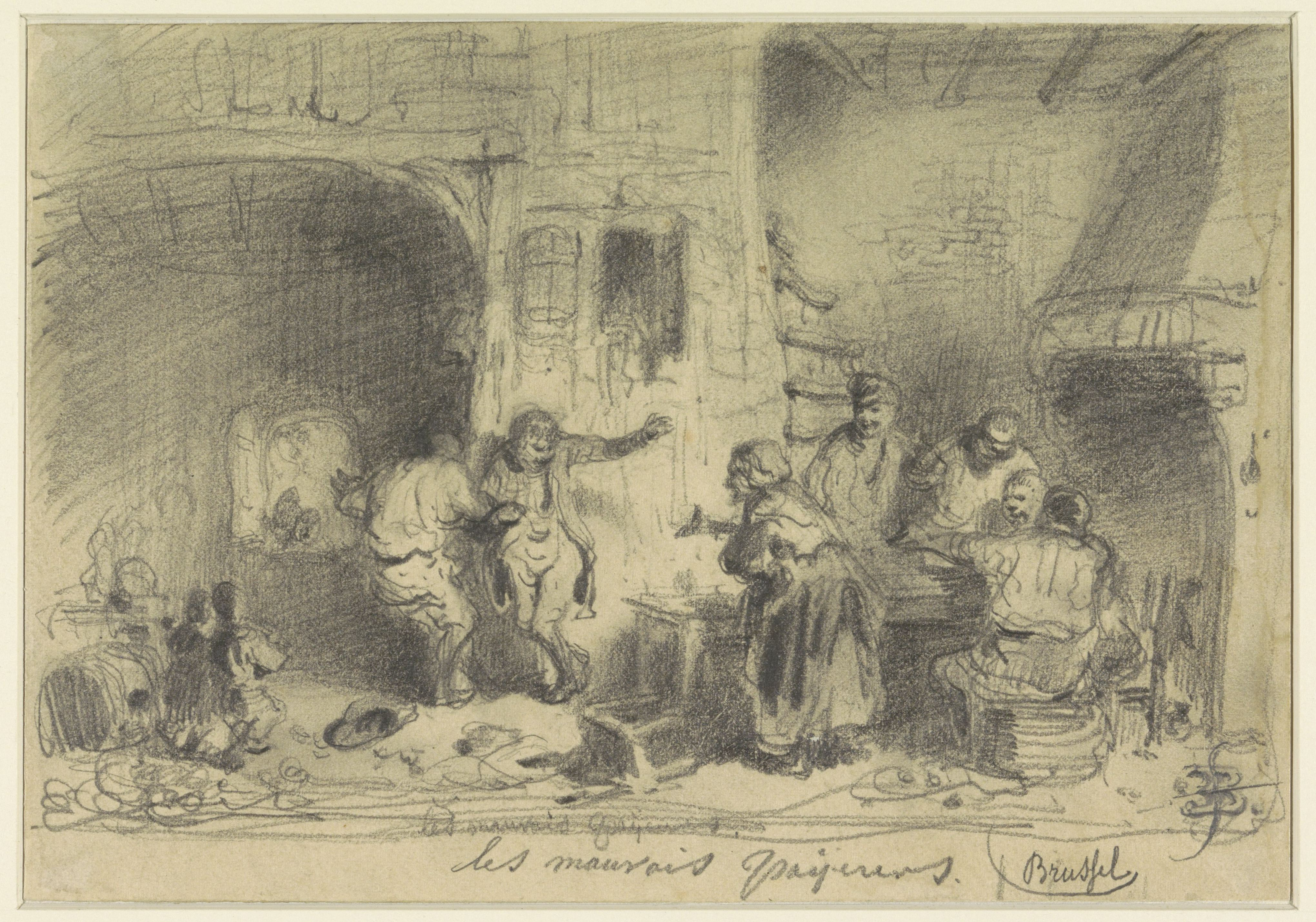
Les Mauvais payeurs (s.d.).

### Collections muséales
- Musées royaux des Beaux-Arts de Belgique (Bruxelles) : 
  - Intérieur (s.d.), huile sur bois, inventaire no 4356, format 32,5 × 38 cm, legs de Mme Sophie-Pauline Scheemaecker-Van Stalle, Bruxelles, 1916[50].
  - La Convalescence (1869), huile sur toile, inventaire no 2098, format 87 × 70,5 cm, acquis en 1869[51].
  - La Lecture de la bible (1869), huile sur bois, inventaire no 2097, format 84,5 × 116,5 cm, acquis en 1869[52].
- Musée royal des Beaux-Arts d'Anvers : 
  - L'École est finie !, huile sur bois, format 92,8 × 78,5 cm, inventaire no 1019, acheté en 1879[53].
- Musée des Beaux-Arts de Gand : 
  - La Partie de cartes, huile sur panneau, format 81,5 × 108 cm, inventaire no 1880-K, prêt à long terme en 1880[54].
- Rijksmuseum Amsterdam : 61 œuvres
  - La Chambre ensoleillée (s.d.), huile sur panneau, format 34 × 42 cm, inventaire no SK-C-576, acquisition de Ioan Jan en 1894[55].
  - de nombreux dessins et gravures[2].
- Musée de l'Ermitage, Saint-Pétersbourg : 
  - Une illusion perdue (1849), huile sur panneau, format 55,5 × 44 cm, inventaire no 4997, entré au musée en 1923, en provenance de la collection du prince K.A. Gorchakov[56].
- Victoria and Albert Museum : 
  - Paysans dans une brasserie (s.d.), aquarelle, format 25,7 × 34 cm, legs de Townshend[57].
- Mercer Art Gallery, Harrogate, Grande-Bretagne  : 
  - Pêcheurs populaires (1867), huile sur toile, inventaire no PCF4, format 65 × 45 cm, don de C.A. Clarke en 1938[58].
- Brighton and Hove Museum, Grande-Bretagne
  - Le Signal (1874), huile sur toile, inventaire no FA000259, format 32,9 × 24,8 cm, donation[59].

## Honneurs
- Chevalier de l'ordre de Léopold (9 novembre 1869)[60].
- Chevalier de la Légion d'honneur (1846)[9].